# ガス欠
ガス欠（がすけつ）とは、ガソリンや軽油の燃料を用いる内燃機関が、走行中に燃料切れを起こしてエンジンが停止することを言う。燃料電池車が水素切れを起こしてしまった場合も「ガス欠」と言う。アメリカ合衆国では、ガソリンをガス (gas) と呼び、ガス欠はこれに由来する。
なお、電気自動車が走行中に蓄電池の電力を使い切ってしまうことは、電欠という。

## ガス欠に至る過程

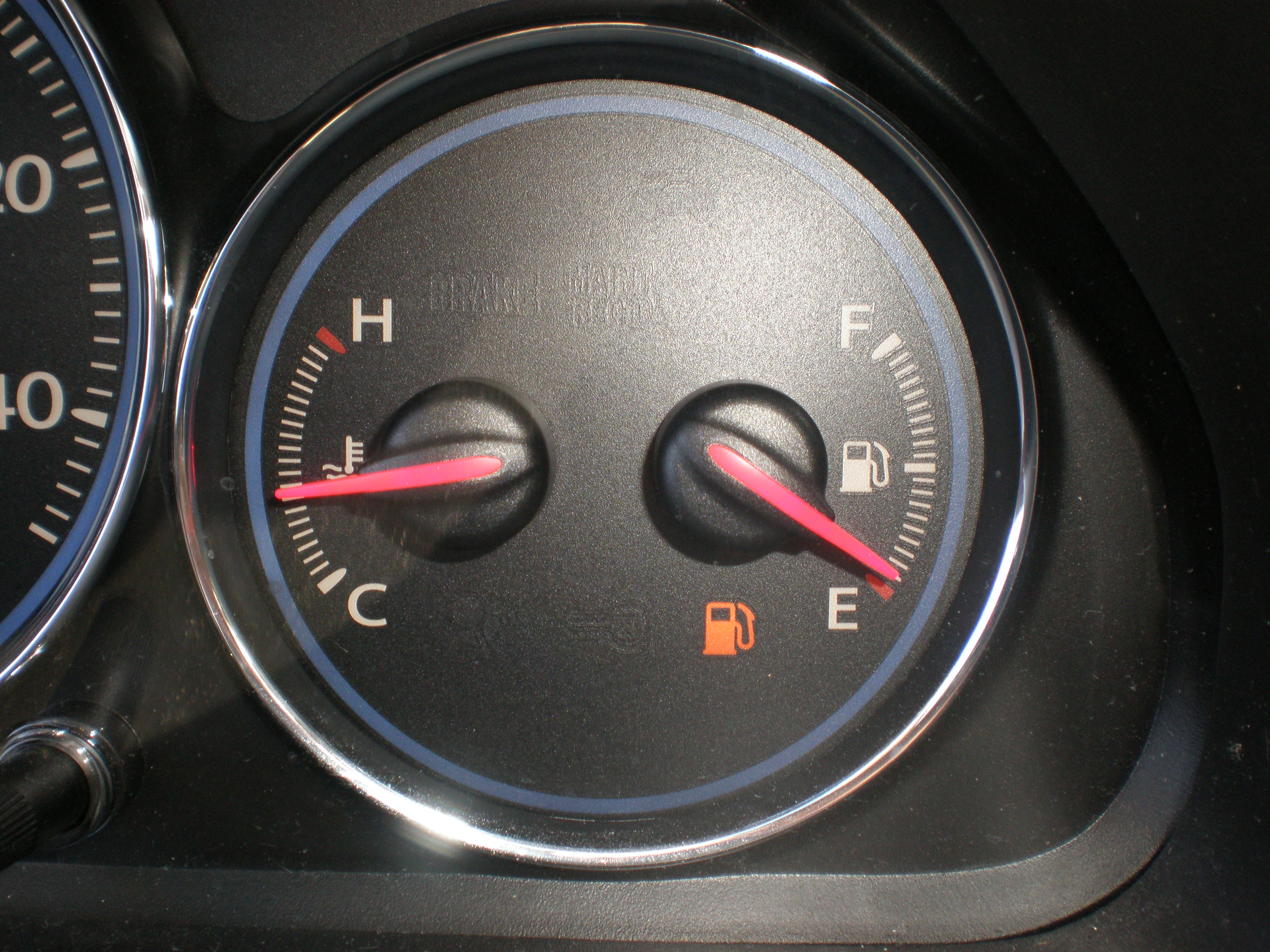
2003年式ホンダ・シビックの燃料計。タンク内の燃料が減少し、燃料残量警告灯が点灯している

燃料切れそのものの原因としては、下記のものがあげられる。
- 内燃機関によるガソリンの消費
- 放置によるガソリンの気化
- タンクや経路の劣化故障による燃料漏れ
特に、燃料漏れについては、引火爆発の危険があるため、普段の燃費と稼働時間や走行距離とを照らしてあきらかに異常なときは、機械から離れ、ガソリンが溜まってないか、匂いがしないかなどを確認し、119番通報する。

燃料の残量が規定値以下となった時は燃料警告灯が点灯する。また、電気自動車ではリチウムイオンバッテリーの残量が低下するとバッテリー残量警告灯が点灯する。
走行中に燃料切れを起こす原因としては燃料計や燃料残量警告灯などの見落としなどがある。
稼働中にガス欠が起こった場合、エンジンの出力が低下してゆく、また回転数も上がらなくなり、そのままエンストする。停止後は給油するまで始動しない。
特に自動車の場合、強烈なエンジンブレーキが掛かったり、走行中にエンストすることで、ブレーキの効きが悪くなり、パワーステアリングが切れ、動作しづらくなり、走行制御が出来無くなる場合がある。

## ガス欠時の対処
不意にガス欠に陥ってしまった場合は、ガソリンを補給するしかない。JAFや各保険会社のロードサービスで、燃料を給油してもらう方法のほか、自分でガソリンスタンドまで行き、給油地点まで走行できるだけの燃料を、自動車に持参する方法がある。なお日本ではガソリンの携行には、ガソリン携行缶が必要であり、条例でセルフサービスのガソリンスタンドでは、自動車やバイク以外への給油が禁じられている場合があり、法令に注意する必要がある。
ガス欠を起こすと、燃料ポンプやインジェクターまで燃料通路がすべて空になっており、給油してもすぐには行き渡らずエンジンは始動しないため、燃料通路にガソリンが充たされるまで、スターターを長く回してクランキングする必要がある。
なお電気自動車の電欠の場合、充電スタンドを持参することができないため、牽引する必要がある。

## ガス欠による影響
通常、モーターの潤滑と冷却には燃料に含まれている油分を利用している。ガス欠を繰り返すとモーターの空転により潤滑性が失われ摩擦熱や摩耗による故障を誘発する。またインジェクター先端のノズルを傷める。
起動時には、スターターを多く回すことになるため、スターターやバッテリーの負担が大きい。特にディーゼルエンジンではライン内に空気が入ってしまい、軽油を吸い上げなくなるため空気抜きが必要になる。
なお、電気自動車の電欠の場合、蓄電池を空のまま長期間放置すると、蓄電池の劣化につながる。

## ガス欠の予防・対応

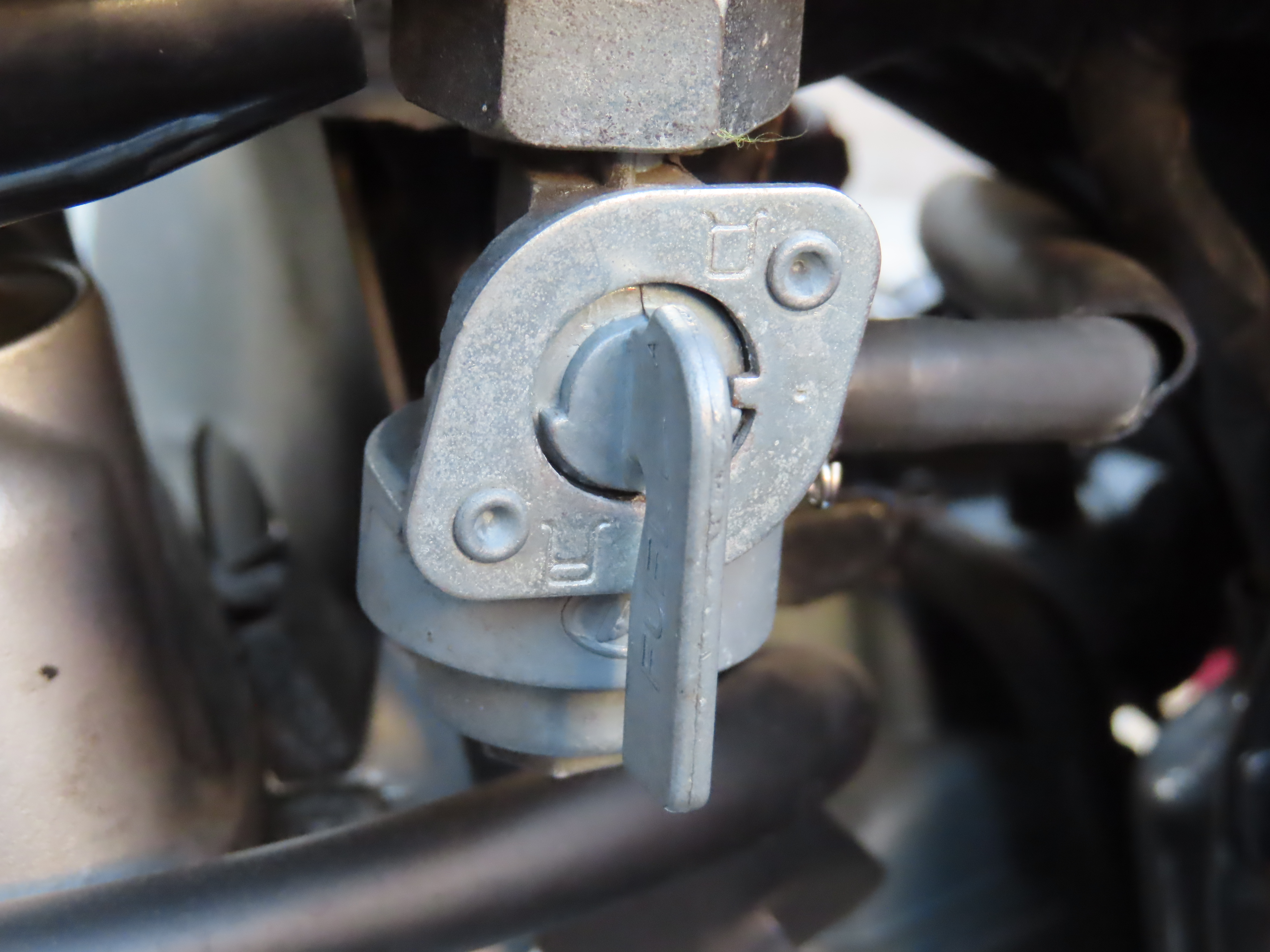
リザーブ位置（下）が存在するホンダ・CG125の燃料コック

ガス欠の予防としては、こまめに給油すること、燃料計に注意して、給油出来る時に補充することである。
自動車の場合、燃料計が燃料切れ警告表示しても、しばらくは走行できる程度のガソリンが残されている場合も多い。スバル・360や初期のシトロエン・2CVなど一部の燃料計がない四輪車や、燃料気化装置にキャブレターを採用している二輪車（いわゆるキャブ車）の大半は、燃料コックをリザーブにあわせることで、暫定的に走行可能となるため、この間に燃料を給油できるガソリンスタンドを探すこと。
高速道路では、サービスエリアでのガソリンスタンドの設置間隔が、100キロメートル以上も離れていることがあり、ガソリンスタンドは廃業や夜間休業となっている場合もあるので、事前に確認を要する。
これらに加え、無駄に燃料を消費しない経済速度での運転を心がけることも重要である。